# Cray-1
Cray-1 je superračunalo dizajnirano od strane tima u kojem je bio i Seymour Cray u tvrtci Cray Research. Prvi Cray 1 je instaliran u Los Alamos National Laboratory,1976. Najpoznatije i najuspješnije superračunalo u povijesti. 80 MHz Cray 1 ponuđen je 1975. Bio je toliko popularan da se između kompanija vodio pravi rat za njega. Na kraju ga je kupio Los Alamos National Laboratory za 8,86 milijuna dolara. Tvrtka Cray Research je očekivala veliku prodaju ovog računala, ali prodano ih je svega nešto više od osamdesetak po cijeni od 5-8 milijuna dolara. Računalo je osiguralo tvrtci veliku popularnost sve tamo do 90-tih kada potražnja za takvim računalima drastično pada.